# District historique de Colonia Solana Residential
Le district historique de Colonia Solana Residential – ou Colonia Solana Residential Historic District en anglais – est un district historique américain à Tucson, dans le comté de Pima, en Arizona. Inscrit au Registre national des lieux historiques le 4 janvier 1989, il comprend des bâtiments dans plusieurs styles architecturaux, dont deux dans le style Pueblo Revival.